# Алберт Груден
Алберт Груден — Блиск (Шенполај, код Трста, 6. новембар 1923 — Сежана, 26. август 1982) био је учесник Народноослободилачке борбе, друштвено-политички радник СР Словеније и народни херој Југославије.

## Биографија
Рођен је 6. новембра 1923. године у Шенполају, код Трста. Потицао је из радничке породице, коју су италијански фашисти прогањали као словеначки национално свесну. Основну школу је завршио у родном месту, а затим је као шегрт почео да ради у бродоградилишту у Тржичу. Током шегртовања у бродоградилишту, завршио је и два разреда Стручне средњотехничке школе.
Године 1938. је од стране италијанских фашистичких власти био осуђен због илегалног ношења оружја. Истом пресудом му је било ограничено кретање по Горичком крају. Марта 1941. године, у време антифашистичких демонстрација у Југославији, био је ухапшен због антифашистичких активности. Убрзо је био пуштен, али је био отпуштен с посла. Крајем 1941. године запослио се у фирми „Сромек” у Трсту. Овде је радио до марта 1942. године, када су га фашисти поново ухапсили и држали у затвору осам дана. Априла 1942. године се запослио у бродоградилишту у Трсту, где је стекао звање квалификованог механичара.

### Народноослободилачка борба
Средином 1942. године, Алберт је почео да сарађује са Народноослободилачким покретом Југославије (НОП), који је деловао и на подручјима Краљевине Италије, насељеним југословенским, а углавном словеначким живљем. Најпре је успоставио везе са Крашком партизанском четом и по упутствима другова из ове чете је организовао групу младих Словенаца и Италијана, који су били антифашистички расположени и желели да учествују у саботажама и диверзијама.
Новембра 1942. године био је позван у Италијанску војску и послат у Морнарицу у Пули. После месец дана, побегао је из Пуле, али је био ухапшен на железничкој станици у Набрежини. Потом је био затворен у војном затвору, одакле је успео да побегне почетком марта 1943. године и прикључио се Крашкој партизанској чети, која се тада налазила на Зајчевом хрибу, на Красу.
Након капитулације Италије, септембра 1943. године, борио се на Горичком фронту. Био је заменик команданта батаљона. После шеснаестодневних борби за Горицу, прешао је на Велики Дол, где је на Красу учествовао у формирању Деветнаесте словеначке бригаде „Сречко Косовел”. Тада је био именован за заменика команданта Првог батаљона ове бригаде. У међувремену, примљен је у чланство Комунистичке партије Југославије (КПЈ).
Почетком новембра 1943. године је по налогу Покрајинског комитета Службе обавештавања и безбедности (ВОС) био премештен у словеначки део Истре. Ту је одмах по доласку организовао батаљон ВОС-а и постао командант ВОС-а за Словеначку Истру. Априла 1944. године био је именован за заменика команданта Петог батаљона Прве бригаде Друге дивизије Војске државне варности (ВДВ), касније Друга дивизија Корпуса народне одбране Југославије (КНОЈ). Приликом формирања овог батаљона, требало је да преузме дужност његовог команданта, али је он то одбио и вратио се у Истру.
Током рата, углавном је радио на Словеначком приморју, али је неколико месеци боравио у Белој и Сухој крајини, где је руководио трагањем за организацијом „Црна рука”. Његов главни оперативни задатак је био — борба против непријатељских обавештајних служби и против сарадника окупатора. Његове групе су у словеначкој Истри сваког дана напдале непријатељске положаје, а саботаже којима је руководио на том подручју су рушиле снагу окупатора.
Децембра 1943. године, заједно с још десеторицом другова, напао је непријатељско упориште у селу Драга, код Трста. Ово упориште је било разбијено, а заплењено је и доста оружја. Потом је следила акција у селу Прешница, у Истри, где је био нападнут јак немачки положај и заробљена 32 војника. Фебруара 1944. године успео је да на периферији Трста и насељу Домио мобилише 400 нових бораца. Августа 1944. године, с још шесторицом другова, код села Плавје напао је немачки утврђени положај и заробио тројицу официра из Штаба Фридриха Рајнера.
Између Рибнице и Жагара, 10. марта 1945. године, са својим борцима је минирао пут, којим је требало да прођу припадници Беле гарде. Тада је страдало укупно 87 словеначких четника. Недуго потом у селу Сухорје, опколили су га четници и после шесточасовне борбе њега и још двојицу другова су онесвешћене заробили. После двадесетодневног мучења у четничком затвору, организовао је бекство из затвора и ослободио још 15 затвореника. Био је активни учесник борби за ослобођење Трста.

### Послератни период
После завршетка рата, маја 1945. године радио је у Одељењу за заштиту народа (ОЗН) за Словенију. Био је вођа групе, која је илегално деловала у Трсту. Априла 1947. године италијанска полиција га је ухапсила у Трсту, који је тада припадао Зони А Слободне Територије Трста. Након седам месеци проведених у притвору, био је пуштен на слободу. Одмах потом је прешао у Југославију, а 1952. године италијански суд га је осудио на доживотну робију.
Преласком у Југославију, настанио се у Сежани, где је вршио дужност вишег референта у Секретаријату за унутрашње послове (СУП). Пензионисан је 1960. године и потом се активирао у локалним друштвено-политичким организацијама — Општинском комитету Савеза комуниста Словеније, као и Општинским одборима Социјалистичког савеза радног народа и Савеза удружења бораца НОР. Имао је чин капетана ЈНА у резерви.
Био је веома активан ловац и страдао је несрећним случајем у лову 26. августа 1982. године, када га је устрелио рођени син. Сахрањен је на гробљу у месту Горјанско.
Одликован је многим југословенским одликовањима, међу којима су — Орден заслуга за народ другог реда, Орден братства и јединства другог реда, Орден партизанске звезде трећег реда и два Ордена за храброст. Орденом народног хероја је одликован 21. јула 1953. године.
Године 1984. књижевник Игор Торкар написао је роман Умирање на оброке, у коме је описао Албертове ратне доживљаје. Алберт је у овом роману представљен кроз лик главног јунака Тинета Глина Раса.